# Hollywood Hills
Hollywood Hills a kaliforniai Los Angeles városának kerülete.

## Népesség
| 2000 | 21 588 |
| 2008 | 22 988 |

### Demográfia
Los Angeles lakossága 89.724 fő. Területe 29.909 km2. A lakosok származását tekintve a túlnyomó többség fehér (63,1%), a második legnagyobb csoport a hispán (13,0%), majd ázsiai (8,2%) és fekete (6,3%) emberek. Életkorukat tekintve a lakosok nagy része a harmincas évei elején van. Az átlagos család éves bevétele közel 100 ezer dollár, de közel nyolc ezren 200 ezer dollár felett keresnek. A népesség több, mint fele Kalifornia államán kívül született és később az élete során költözött Hollywood Hillsbe.

## Galéria
- A Forest Lawn Emlékpark
- A Griffith obszervatórium
- Casa de Lila
- A Hollywood Bowl
- Hollywood Hills, a Griffith obszervatóriummal a jobb alsó sarokban
- Házak a hegyoldalban